# Харфорд, Мик
Майкл Гордон Харфорд (англ. Michael Gordon Harford; род. 12 февраля 1959, Сандерленд, Дарем) — английский футболист, игравший на позиции нападающего, тренер, главный скаут клуба «Лутон Таун».

## Карьера
Мик родился в Сандерленде, но профессиональную игровую карьеру начал в «Линкольн Сити» в 1977 году. Он пробыл в «Линкольне» более трёх лет, прежде чем перешёл в «Ньюкасл Юнайтед» за сумму в 180 000 фунтов стерлингов. После 19 игр и восьми месяцев в «Ньюкасле» Харфорд покинул команду, на этот раз перейдя в «Бристоль Сити» за 160 000 фунтов стерлингов в августе 1981 года. Семь месяцев спустя Харфорд получил приглашение перебраться в клуб первого дивизиона «Бирмингем Сити» за 100 000 фунтов стерлингов в марте 1982.
Харфорд продолжал впечатлять в «Бирмингеме», и в декабре 1984 года менеджер «Лутон Таун» Дэвид Плит пригласил Харфорда в свою команду за 250 000 фунтов стерлингов. Играя за «Лутон», Мик получил приглашение в сборную и сыграл за неё дважды: в матче против Израиля в феврале 1988 года и в матче против Дании в сентябре того же года.